# Bratt af Höglunda
Bratt af Höglunda var en svensk adelsätt med samma ursprung som flera andra släkter och ätter med namnet Bratt i Värmland. Namntillägget kommer från gården Höglunda som ätten besatt under lång tid.
Ättens stamfader var en Nils Brath som enligt traditionen skulle ha varit bördig från Norge där han skulle ha varit adlig, och som år 1469 adlades i Sverige av kung Karl Knutsson (Bonde). Han var bosatt i Fryksdalen i Grums härad och var lantvärnsman. Gabriel Anrep uppger att hans hustru var Margit Ivarsdotter från Burvik i Gillbergs härad, som fick Grufvan i morgongåva. En ättling till honom, Nils Bratt till Höglunda, introducerades på Sveriges riddarhus år 1625 på nummer 49. Hans hustru tillhörde släkten Skragge, och han fick med henne en son, Anders Bratt till Höglunda, som gifte sig ofrälse varför hans barn fick inhämta kungens tillstånd att få ärva fädernegårdarna Höglunda och Höllene. 
Ätten fortlevde på svärdssidan med deras son Johan Bratt till Höglunda, gift med Bureättlingen, friherrinnan Christin Charlotta Kruse af Verchou, som var kapten vid Dalregementet. Ett av deras barn, löjtnanten Johan Bratt vid Dalregementet, sålde Höglunda år 1728. Under ståndssamhällets tid var medlemmar av ätten verksamma i militären. Grenar av ätten utvandrade till Amerika och Norge under slutet av 1800-talet där de var verksamma i näringslivet, bland annat som apotekare. Ätten slocknade på svärdssidan år 1984.

## Medlemmar av ätten
- Pehr Jönsson Bratt af Höglunda
- Sven Bratt af Höglunda, född 1715
- Maria Charlotta Bratt af Höglunda, född 1737
- Christina Magdalena Bratt af Höglunda, född 1738
- Johan Gustaf Bratt af Höglunda, född 1739
- Carl Gustaf Bratt af Höglunda, född 1742
- Axel Erik Bratt af Höglunda, född 1745
- Nils Bratt af Höglunda, född 1750